# Hüttenberg (Gemeinde Hüttenberg, Kärnten)
Hüttenberg ist eine Ortschaft und Hauptort der nach ihr benannten Gemeinde Hüttenberg im Bezirk Sankt Veit an der Glan in Kärnten. Die Ortschaft hat 302 Einwohner (Stand 1. Jänner 2024).

## Lage
Hüttenberg liegt im Nordosten des Bezirks Sankt Veit an der Glan, im Westen der Gemeinde Hüttenberg, auf dem Gebiet der Katastralgemeinde Hüttenberg, bei der Einmündung des Mosinzbachs in die Görtschitz.

## Geschichte
Hüttenberg wurde 1266 urkundlich erwähnt, ab Mitte des 14. Jahrhunderts wird es als Markt bezeichnet. 1850 wurde Hüttenberg, mit Ausnahme einiger Häuser am südwestlichen Ortsrand, Hauptort der gleichzeitig gegründeten gleichnamigen Gemeinde.

### Vor 1973: Ortschaft Hüttenberg der Gemeinde Guttaring
Die Katastralgemeinde Waitschach erstreckte sich ursprünglich bis an den südwestlichen Ortsrand von Hüttenberg. Daher gehörten einige dort befindliche Häuser des Orts Hüttenberg ab 1850 zunächst zur Gemeinde Waitschach und bildeten dann ab 1865 eine Ortschaft Hüttenberg in der Gemeinde Guttaring. Bei der Gemeindestrukturreform 1973 vergrößerte man die Katastralgemeinde Hüttenberg und damit die Gemeinde Hüttenberg zulasten der Katastralgemeinde Waitschach bzw. der Gemeinde Guttaring. Seither gehört der gesamte Ort Hüttenberg zur Gemeinde Hüttenberg und bildet nur mehr  e i n e  Ortschaft.

## Bevölkerungsentwicklung
Für den Ort ermittelte man folgende Einwohnerzahlen:
- 1869: 106 Häuser, 1099 Einwohner (davon Gemeinde Hüttenberg: 99 Häuser, 1041 Einwohner; Gemeinde Guttaring: 7 Häuser, 58 Einwohner)[2]
- 1880: 117 Häuser, 957 Einwohner (davon Gemeinde Hüttenberg: 109 Häuser, 882 Einwohner; Gemeinde Guttaring: 8 Häuser, 75 Einwohner)[3]
- 1890: 120 Häuser, 1063 Einwohner (davon Gemeinde Hüttenberg: 113 Häuser, 962 Einwohner; Gemeinde Guttaring: 7 Häuser, 101 Einwohner)[4]
- 1900: 118 Häuser, 1029 Einwohner (davon Gemeinde Hüttenberg: 111 Häuser, 952 Einwohner; Gemeinde Guttaring: 7 Häuser, 77 Einwohner)[5]
- 1910: 127 Häuser, 748 Einwohner (davon Gemeinde Hüttenberg: 119 Häuser, 688 Einwohner; Gemeinde Guttaring: 8 Häuser, 60 Einwohner)[6]
- 1923: 124 Häuser, 839 Einwohner (davon Gemeinde Hüttenberg: 116 Häuser, 772 Einwohner; Gemeinde Guttaring: 8 Häuser, 67 Einwohner)[7]
- 1934: 856 Einwohner (davon Gemeinde Hüttenberg: 807 Einwohner; Gemeinde Guttaring: 49 Einwohner)[8]
- 1961: 132 Häuser, 867 Einwohner (davon Gemeinde Hüttenberg: 124 Häuser, 798 Einwohner; Gemeinde Guttaring: 8 Häuser, 69 Einwohner)[9]
- 2001: 181 Gebäude (davon 133 mit Hauptwohnsitz) mit 267 Wohnungen; 479 Einwohner und 43 Nebenwohnsitzfälle; 213 Haushalte; 27 Arbeitsstätten, 21 land- und forstwirtschaftliche Betriebe[10]
- 2011: 167 Gebäude, 375 Einwohner, 187 Haushalte, 24 Arbeitsstätten[11]
- 2021: 179 Gebäude, 312 Einwohner, 167 Haushalte, 31 Arbeitsstätten[12]

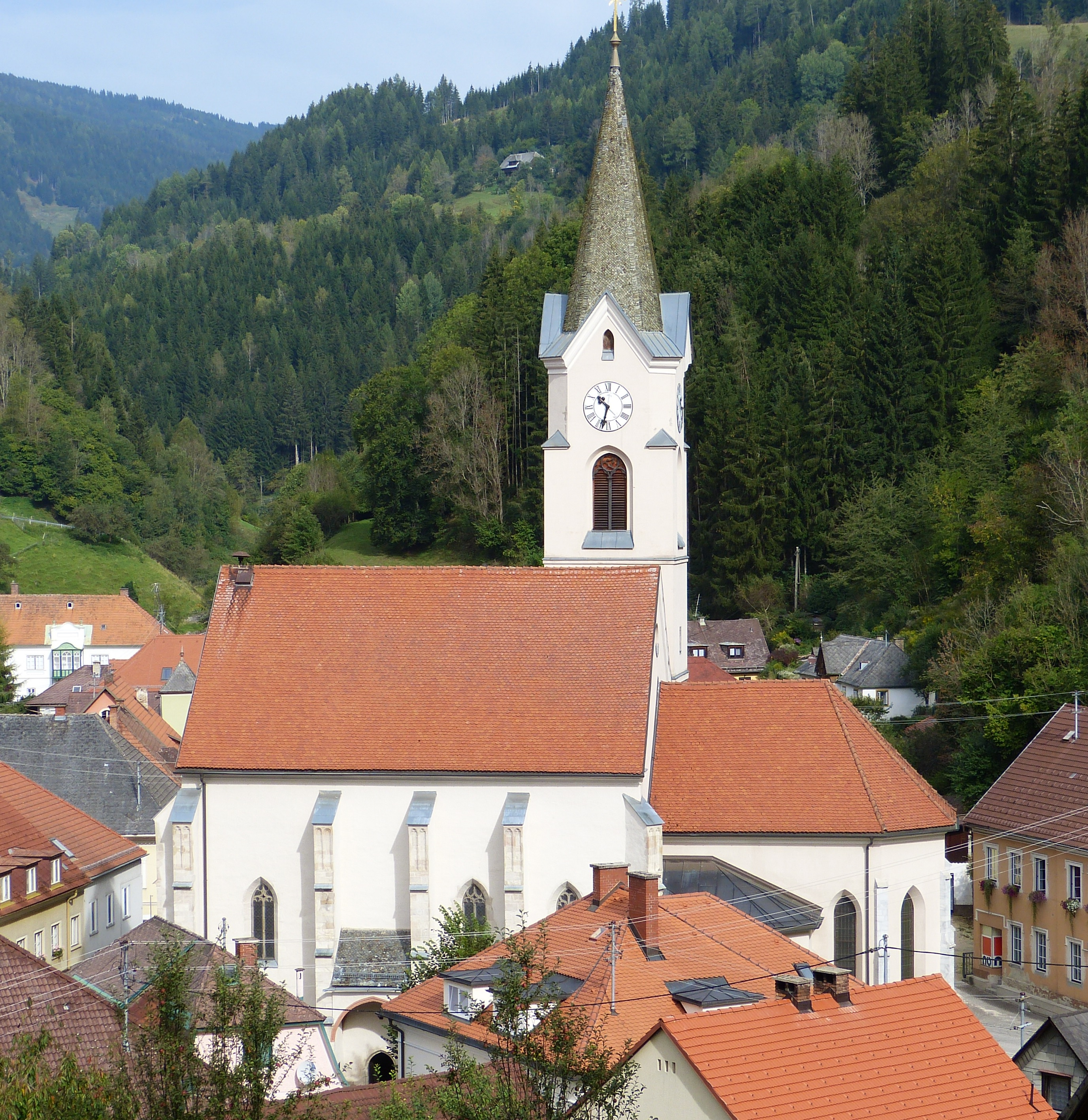
Pfarrkirche St. Nikolaus
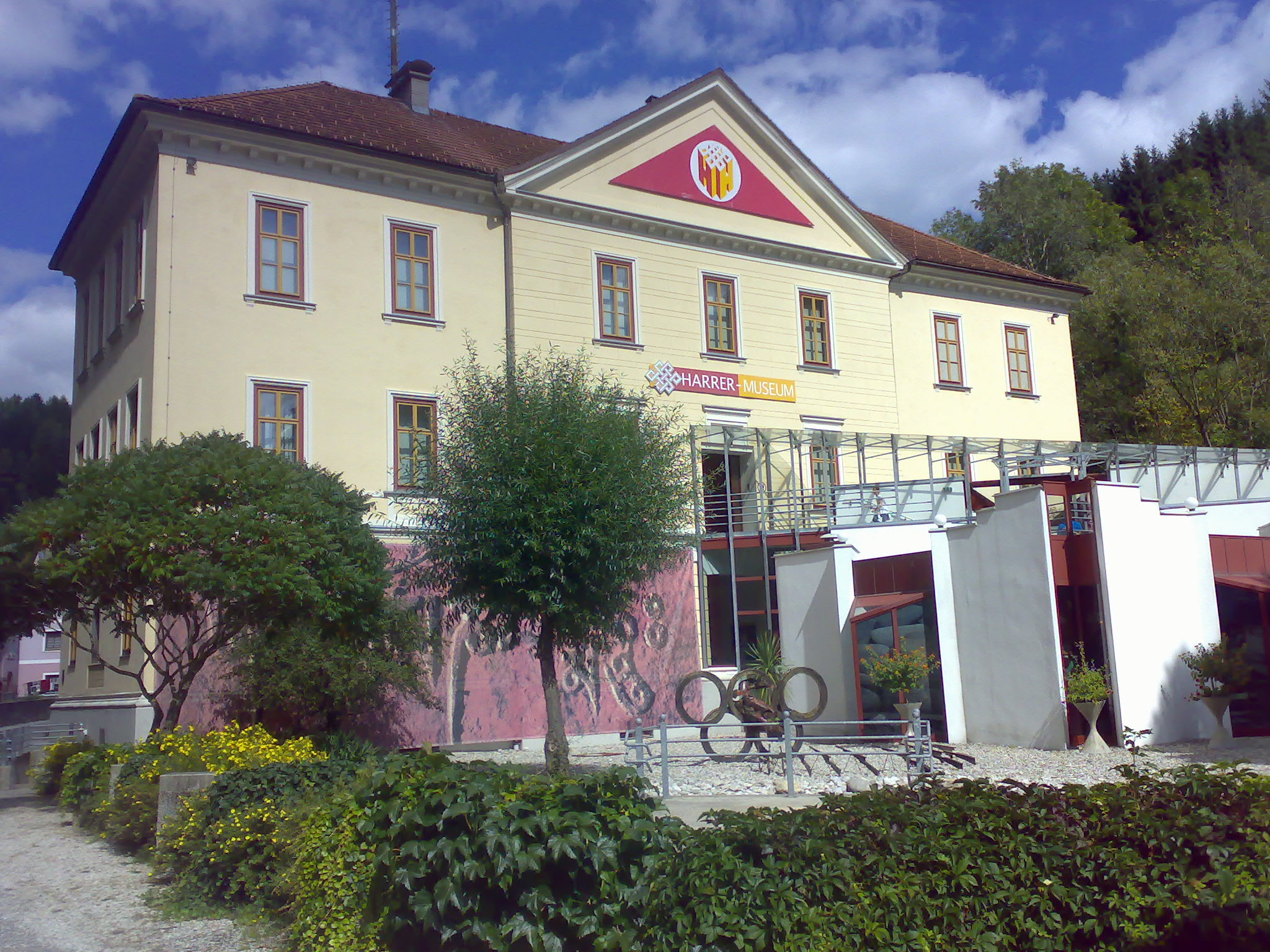
Harrer-Museum
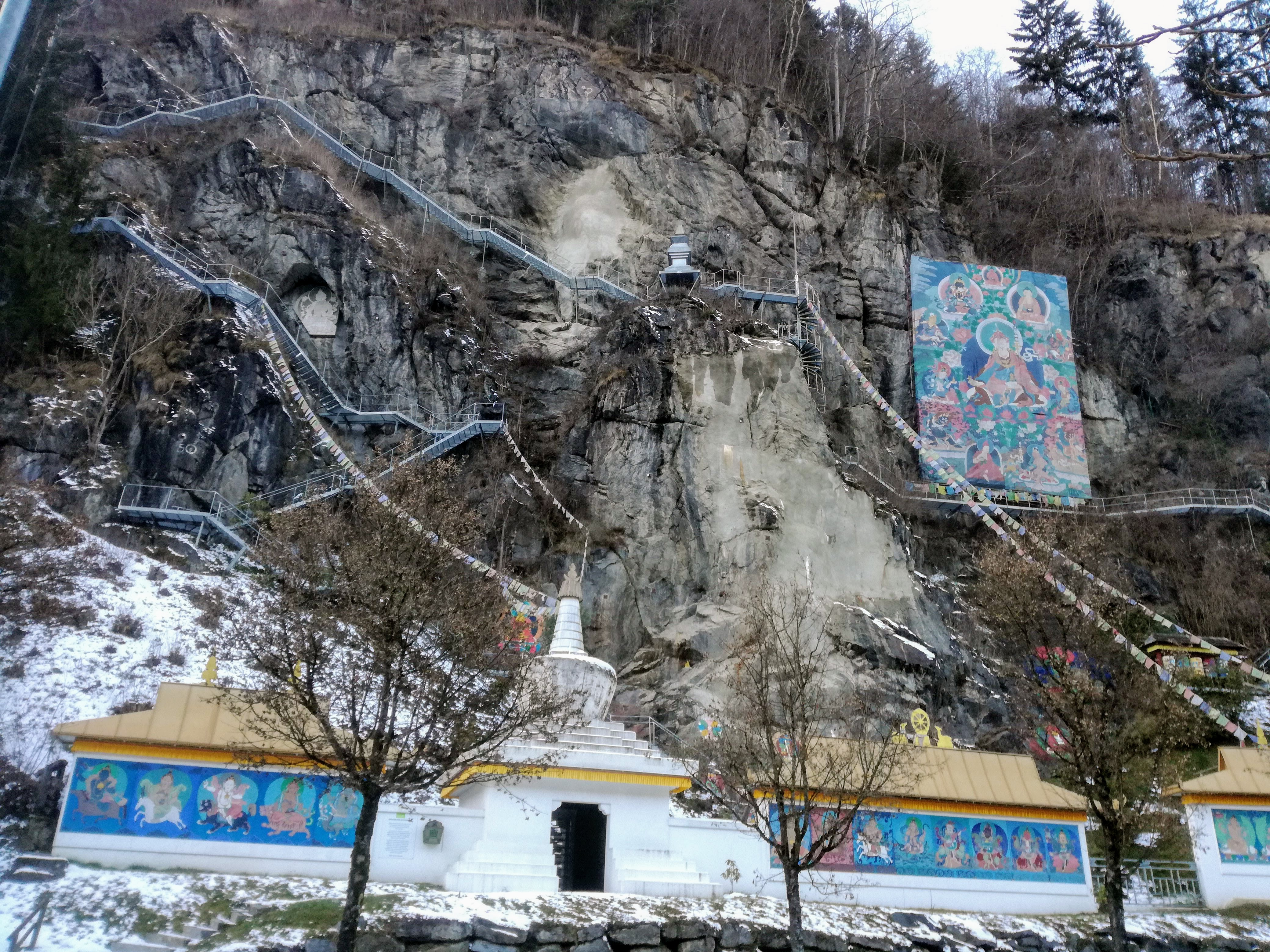
Lingkor
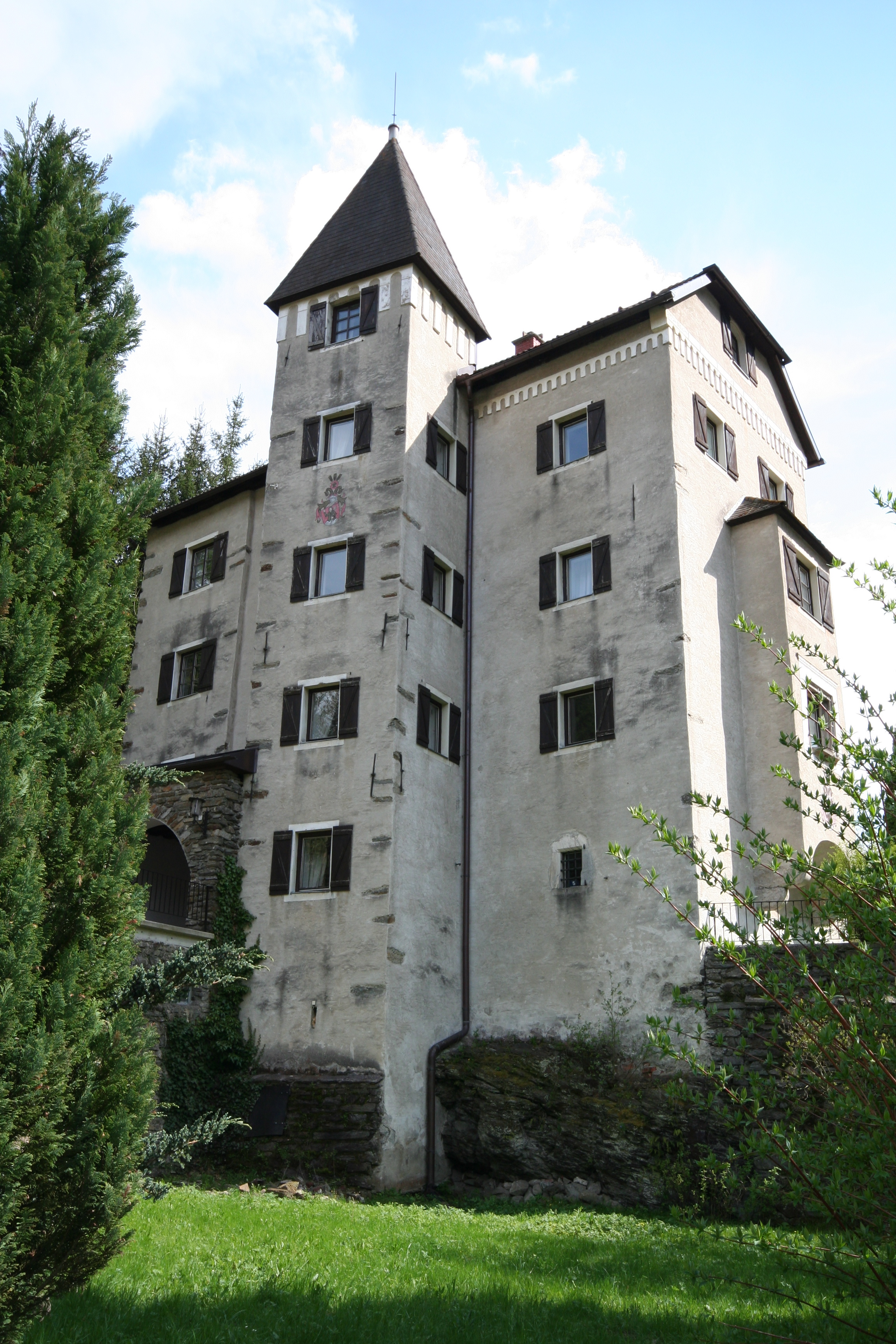
Schloss Süßenstein
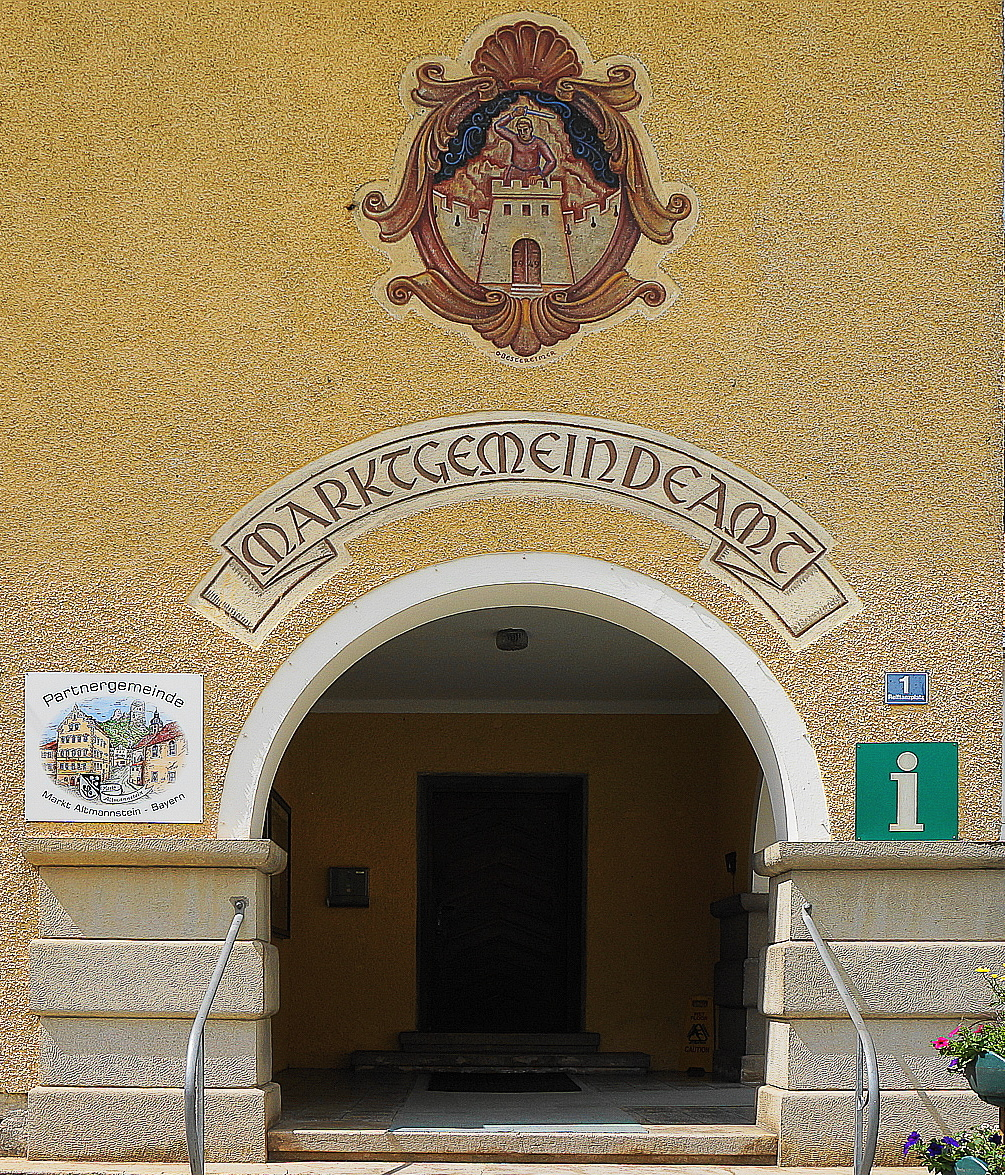
Gemeindeamt